# B of the Bang
B of the Bang foi uma escultura de Thomas Heatherwick que se situava ao lado do City of Manchester Stadium na cidade de Manchester, Inglaterra. Comissionada para marcar os Jogos da Commonwealth de 2002, a escultura tornou-se uma das estruturas mais altas de Manchester, além da escultura mais alta do Reino Unido, até a conclusão de Aspire, em 2008. B of the Bang era mais alta e inclinava-se para um ângulo maior do que a Torre de Pisa e seu nome foi inspirado numa citação do corredor britânico Linford Christie, na qual dizia que ele começava suas corridas não apenas no bang da pistola de partida, mas no "B" do bang.
A escultura foi encomendada em 2003, mas a construção se excedeu e a inauguração oficial foi adiada até 12 de janeiro de 2005. Seis dias antes da inauguração, ela sofreu o primeiro de três problemas estruturais visíveis à medida que a ponta de um dos espinhos se separou da estrutura e caiu no chão. Uma ação judicial deu-se início um ano depois, resultando em uma liquidação extrajudicial totalizada em 1,7 milhão de libras.
Em fevereiro de 2009, o Conselho da Cidade de Manchester anunciou que a escultura seria desmontada e colocada em um armazém. Apesar da promessa de armazenamento e uma suposta remontagem, o núcleo e as pernas da escultura foram cortadas durante a remoção. O núcleo foi vendido como sucata em julho de 2012, enquanto os 180 espinhos permanecem em armazenamento.

## Designe estatísticas

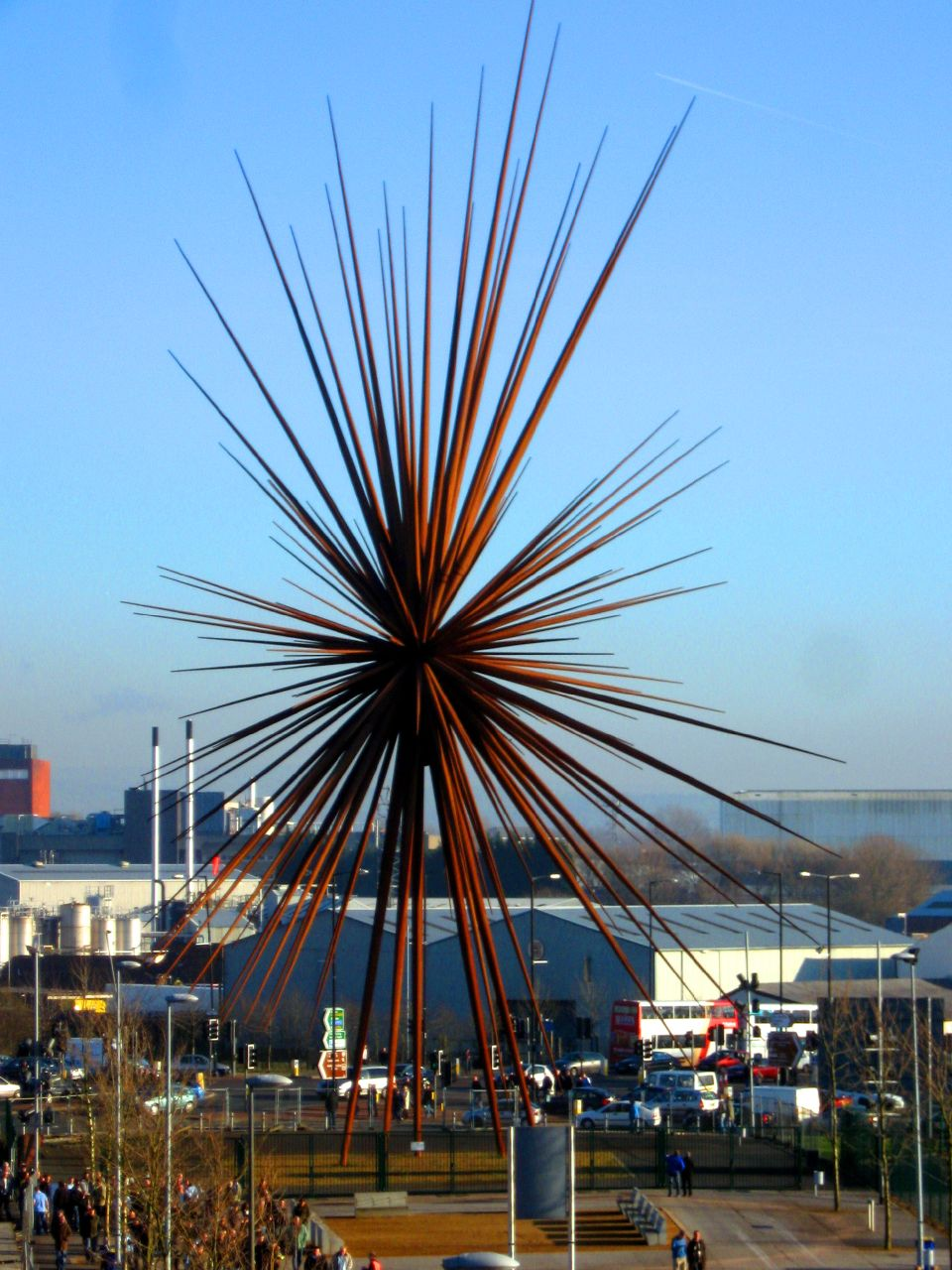
B of the Bang concluída.

Originalmente, B of the Bang tinha aproximadamente 56 metros (184 pés) de altura com 180 colunas ocas de aço em formato cônico (espinhos) que irradiavam de um núcleo central, que, por sua vez, era suportado por cinco pernas de aço também no formato cônico de 25 metros (82,0 pés) de comprimento que se conectou aos espinhos a 22 metros (72,2 pés) acima do solo. A escultura pesava 165 toneladas, com o concreto nas fundações pesando mais de mil toneladas, incluindo uma laje de concreto armado de 400 metros quadrados (4.300 pés quadrados). As fundações mediam 20 metros (65,6 pés) de profundidade.
A escultura foi feita a partir do mesmo aço patinável (também conhecido como Cor-Ten) da escultura Angel of the North, que gradualmente desenvolve uma camada de óxido fortemente aderente, pois está exposta aos elementos. Esta camada inibe a corrosão adicional, reduzindo a permeabilidade à água. Como parte do design, os picos balançavam ligeiramente ao vento para suportar rajadas superiores a 160 km/h (100 mph). No momento da construção, uma cápsula do tempo contendo poemas e pinturas para crianças foi colocada em um dos espinhos da escultura e deveria ser aberta no ano de 2300.
B of the Bang estava localizada ao lado do City of Manchester Stadium em Beswick, na esquina de Alan Turing Way com a Ashton New Road. O nome da escultura foi inspirado em uma citação do atleta de sprint Linford Christie na qual dizia que ele começava suas corridas não apenas no bang da pistola de partida, mas no "B" do bang. A obra de arte tinha sido apelidada de KerPlunk pelos moradores devido ao popular jogo infantil da década de 1970.
Antes da construção de Aspire na Universidade de Nottingham, B of the Bang foi a escultura mais alta da Grã-Bretanha com o dobro da altura de Angel of the North. que mede por volta de 20 metros (65,6 pés). A escultura, que foi projetada para aparentar uma queima de fogos de artifício e encomendada pelo New East Manchester Limited para comemorar os Jogos da Commonwealth de 2002, era mais alta e inclinava-se em um ângulo maior que a Torre de Pisa. O design foi selecionado por um painel composto por residentes locais e especialistas em arte por meio de uma competição em 2002 e foi projetada por Thomas Heatherwick.

## Construção e financiamento

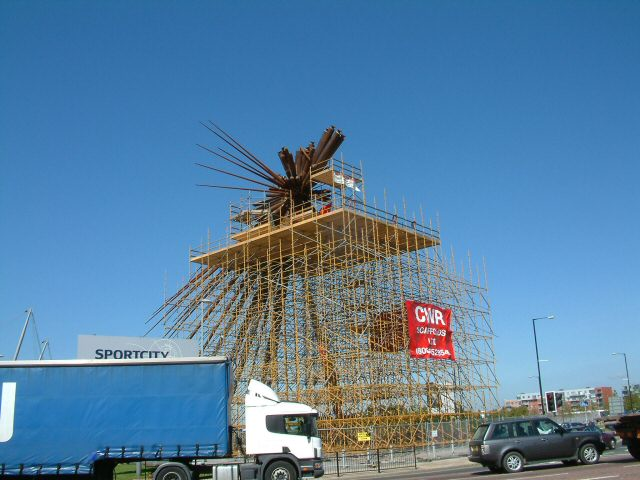
B of the Bang em construção.

A escultura foi construída em Sheffield pelo estúdio Thomas Heatherwick, Packman Lucas, Flint and Neill e Westbury Structures. O projeto foi aprovado no início de 2003, com o núcleo central chegando em Manchester em 13 de junho de 2004. Sendo esta a maior carga que poderia ser transferida via estrada a partir da fábrica, exigindo uma escolta policial. Este núcleo central foi levantado em agosto de 2004, e logo após os 180 espinhos começaram a ser anexados. As estimativas iniciais programaram uma data de conclusão em julho de 2003, o que contribuiu para que a escultura ganhasse o apelido de G do Bang. A inauguração oficial ocorreu em 12 de janeiro de 2005 por Linford Christie.
No total, a escultura custou 1,42 milhões de libras para projetar e construir, duas vezes a estimativa original, uma vez que o custo inicial havia negligenciado a inclusão de custos de instalação. O financiamento foi proveniente de uma contribuição de 700 mil libras do Fundo Europeu de Desenvolvimento Regional; a Agência de Desenvolvimento Regional do Noroeste, por sua vez, contribui com 500 mil libras, e o Conselho da Cidade de Manchester com 120 mil.

## Problemas estruturais e ação judicial

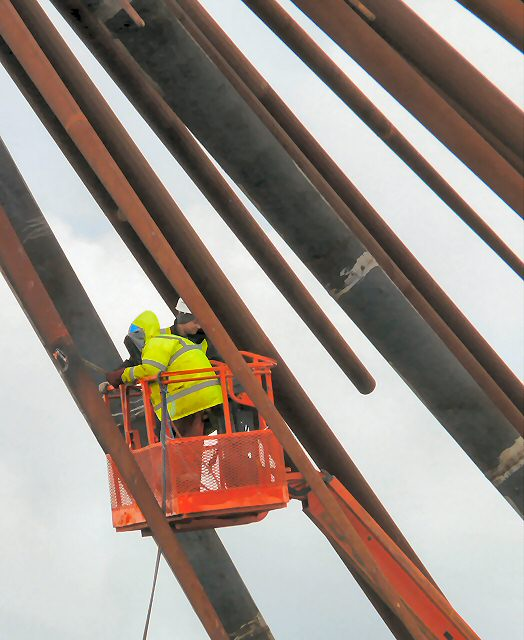
A escultura sendo desmontada.

A ponta de um dos espinhos de 2,1 metros (6,9 pés) descolou-se e caiu da escultura em 6 de janeiro de 2005, apenas seis dias antes da inauguração oficial. Após a inspeção, o evento prosseguiu conforme planejado.
Quatro meses depois, em maio de 2005, um segundo espinho teve que ser cortado pelos bombeiros após constatar que ele estava solto. Naquela época, a escultura foi fechada para o público, e a junção e o caminho ao redor também foram fechados temporariamente. Consequentemente, algumas das juntas foram re-soldadas, com equipamento colocado para evitar movimentos excessivos, consistindo na adaptação do peso das pontas para 70% do total.
Apesar dessas modificações, B of the Bang permaneceu vedada, resultando numa campanha de jornal local intitulada "Get It Sorted" ("Deem um jeito"). Em maio de 2006, um total de nove espinhos foram removidos da escultura e retirados para análise metalúrgica, para descobrir as tensões colocadas no aço.
Em outubro de 2007, o conselho da cidade de Manchester anunciou que estava acionando judicialmente os criadores da escultura, a fim de que completassem os reparos necessários para a escultura. Em novembro de 2008, a ação culminou em um acordo extrajudicial alcançado entre o conselho da cidade, os projetores de Thomas Heatherwick Studio Ltd e os subcontratados de engenharia e construção Packman Lucas Ltd, Flint and Neill Partnership e Westbury Structures Ltd. O acordo era pagar ao conselho 1,7 milhão de libras em danos por violação de contrato e negligência.

## Desmontagem

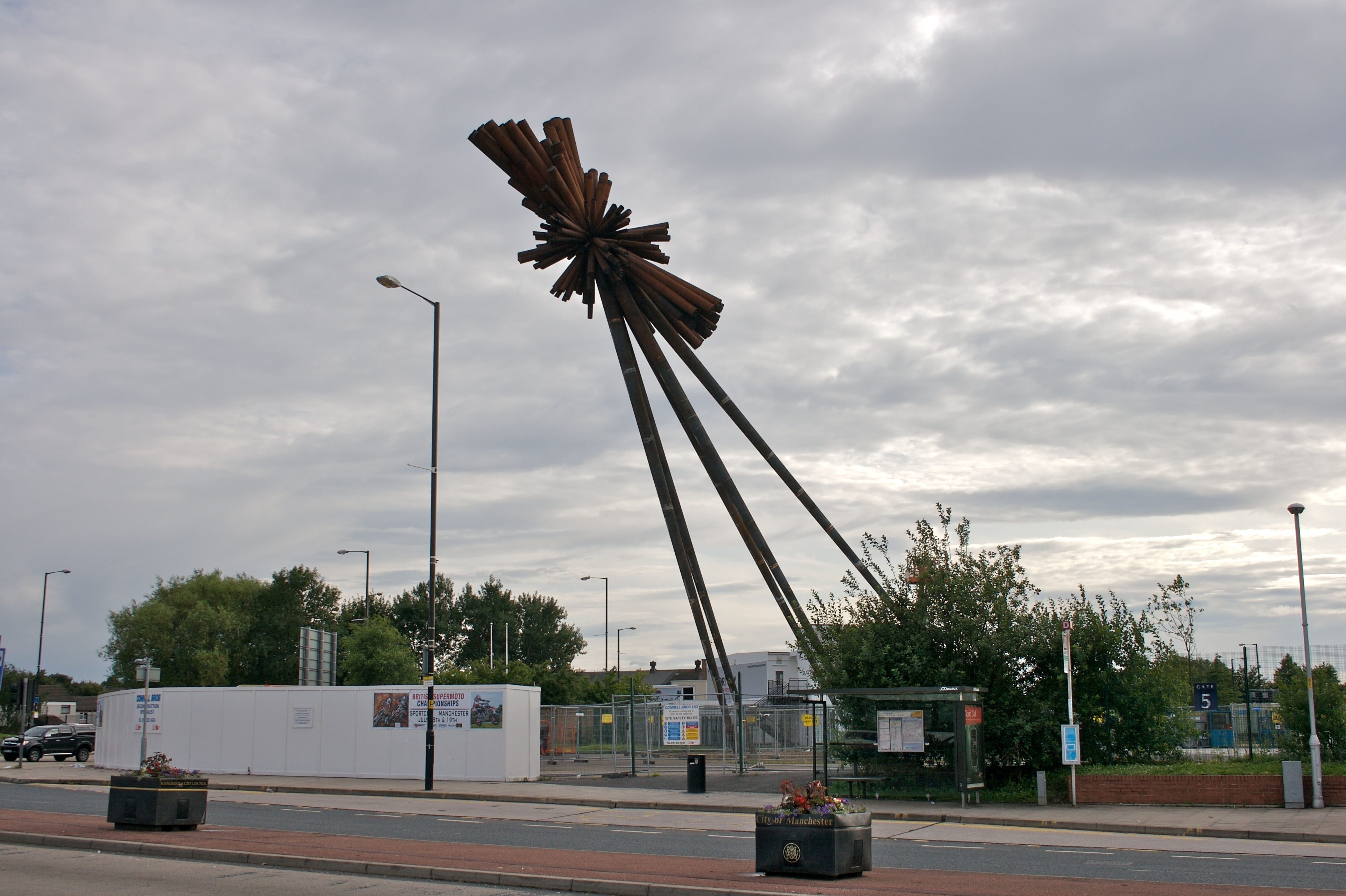
O núcleo da escultura visível durante a desconstrução em julho de 2009.

Em janeiro de 2009, atuando a partir de um relatório, o conselho da cidade recomendou que B of the Bang fosse desmontada e guardada em armazenamento até que os fundos para uma restauração segura pudessem ser levantados. O relatório reconheceu o valor estético da escultura para a cidade e o conselho se comprometeu a trabalhar com o artista para alcançar uma solução a longo prazo. Uma possibilidade levantada foi substituir as pontas de aço por alternativas feitas de polímeros de fibra de carbono, embora o relatório tenha sublinhado a necessidade de testes extensivos.
Em janeiro de 2009, Antony Gormley, criador da escultura Angel of the North—à qual B of the Bang é frequentemente comparada—falou em apoio da escultura, afirmando que: "é um grande tributo a Manchester que este trabalho inovador foi encomendado. Permitir que ele desapareça seria uma perda não apenas de uma obra de arte inspiradora, mas também do nervo do conselho."
Apesar da afirmação de Gormley, a remoção de B of the Bang começou em abril de 2009. Uma vedação mais substancial foi erguida em torno do local e a empresa de demolição Connell Brothers Limited começou a remover os picos com equipamento de corte de oxiacetileno.
Embora o conselho tenha prometido armazenar o complexo núcleo central e as pernas, que também foram cortados durante a remoção, lançando dúvidas sobre as perspectivas futuras do retorno da escultura histórica, no início de julho de 2012 o núcleo foi vendido como sucata por 17 mil libras.